# 重藤哲郎
重藤哲郎（しげとう てつろう）は日本の財務官僚。東京国税局長。

## 来歴
東京都出身。京都大学経済学部卒業。1988年 大蔵省に入省（国際金融局総務課）。1993年7月10日 坂出税務署長。1998年7月 主計局主計官補佐（農林水産第四係主査）。2005年7月 財務省大臣官房文書課広報室長。2015年7月9日 国税庁長官官房会計課長。2016年6月22日 大臣官房地方課長兼財務総合政策研究所副所長。2017年7月7日 広島国税局長。2018年7月27日 国税庁課税部長。2021年7月8日 国税庁次長。2022年6月28日 東京国税局長。2023年11月1日 長島・大野・常松法律事務所顧問。2024年6月21日 全国信用金庫協会常務理事。

## 職歴
- 1988年3月：大蔵省に入省
- 1992年7月：主計局調査課調査第一係長
- 1993年7月：坂出税務署長
- 1995年7月：外務省在ロス・アンジェルス日本国総領事館領事
- 1998年7月：主計局主計官補佐（農林水産第四係主査）
- 1999年：金融監督庁監督部保険監督課長補佐（損一、二）[4]
- 2000年：金融庁監督部保険課長補佐（総括・総務）[4]
- 2001年：財務省理財局国債課長補佐（総括・調査）[5][4]
- 2002年：理財局財政投融資総括課（総括・企画・財務分析） 兼 理財局財政投融資総括課企画調整室長[4]
- 2004年7月：理財局総務課長補佐（総括・文書）[4]
- 2005年7月：大臣官房文書課広報室長
- 2006年7月：国際協力銀行開発金融研究所主任研究員
- 2009年7月：主税局総務課主税企画官 兼 主税局税制第三課 兼 主税局参事官付
- 2010年7月：主計局給与共済課長
- 2011年7月：東京国税局査察部長
- 2012年7月：国税庁調査査察部査察課長
- 2013年6月：国税庁課税部課税総括課長
- 2014年7月：国税庁長官官房企画課長
- 2015年7月：国税庁長官官房会計課長
- 2016年6月：大臣官房地方課長 兼 財務総合政策研究所副所長
- 2017年7月：広島国税局長
- 2018年7月：国税庁課税部長
- 2021年7月：国税庁次長
- 2022年6月：東京国税局長
- 2023年11月：長島・大野・常松法律事務所顧問
- 2024年6月：全国信用金庫協会常務理事